# ULS-PW
ULS-PW – polski, jednomiejscowy szybowiec eksperymentalny skonstruowany na Politechnice Warszawskiej.

## Historia
W 1978 r. na Wydziale Mechanicznym Energetyki i Lotnictwa Politechniki Warszawskiej rozpoczęto prace nad projektem ULS - Ultralekkie Szybowce i Motoszybowce. Projekt był prowadzony przez dr inż. Romana Świtkiewicza, mgr inż Przemysława Plecińskiego i mgr inż. Jerzego Kędzierskiego. W ramach tego projektu opracowano szybowiec ULS-PW.
W pracach projektowych brał udział zespół złożony z 10 studentów PW, m.in. Wojciech Broda, Bernard Masztalski, Eligiusz Sokołowski i Adam Szymajda. Budowę szybowca również zrealizował zespół złożony ze studentów, m.in. Krzysztof Drabarek, Jan Filipiak, Wojciech Frączek, Andrzej Gozdalik, Stefan Łubniewski i Jerzy Tiereszko. Materiały do konstrukcji szybowca udostępniło Przedsiębiorstwo Doświadczalno-Produkcyjne Szybownictwa PZL Bielsko (PDPSz PZL-Bielsko), które też wykonało okucia metalowe.
27 września 1981 r. prototyp, o znakach rejestracyjnych SP-3200, został oblatany przez Adama Zientka w Piotrkowie Trybunalskim. Próby fabryczno-państwowe były kontynuowane w 1982 r. i potwierdziły poprawne właściwości pilotażowe szybowca. Również próby statyczne wypadły pomyślnie. W 1983 r. otrzymał certyfikat Inspektoratu Kontroli Cywilnych Statków Powietrznych i został dopuszczony do lotów.
Przez kilka następnych lat był użytkowany przez studentów Politechniki Warszawskiej na lotniskach w Bielsku-Białej oraz na górze Żar. W czerwcu 1984 r. był prezentowany na 56. Międzynarodowych Targach Poznańskich. 
Po zakończeniu eksploatacji szybowiec jest przechowywany na wydziale MEiL Politechniki Warszawskiej i wykorzystywany jako pomoc dydaktyczna.

## Konstrukcja
Jednomiejscowy zastrzałowy górnopłat o konstrukcji kompozytowej.
Skrzydło jednodźwigarowe z jednoobwodowym kesonem przednim o strukturze przekładkowej z wypełniaczem piankowym. Profil NACA 4415. Część spływowa skrzydła kryta płótnem. Lotki o strukturze przekładkowej z wypełniaczem piankowym umieszczone poza obrysem skrzydeł, sterowane popychaczowo. Istniała możliwość instalacji na końcach skrzydeł podpórek. Zastrzały z rur duralowych osłonięte profilowymi owiewkami.
Kadłub zbudowany z dwóch płaskich bocznych ścianek przechodzących w rurę o średnicy 150 mm. Ścianki kadłuba o strukturze przekładkowej z wypełniaczem piankowym, naroża kadłuba zbrojone włóknem ciągłym (rowingiem). Skrzydła i zastrzały mocowane do trzech głównych wręg okuciowych. Kabina otwarta, fotel pilota, o strukturze przekładkowej z wypełniaczem piankowym, zintegrowany z kadłubem i obudowany nie pracującymi ściankami. Zastosowano wiszący drążek sterowy. Tablica przyrządów wyposażona w wysokościomierz, prędkościomierz, wariometr. Istniała możliwość instalacji chyłomierza z zakrętomierzem i busoli. W przedniej części kadłuba zaczep holowniczy.
Usterzenie klasyczne, wolnonośne. Stateczniki poziomy i pionowy o konstrukcji powłokowej, stery kryte płótnem. Sterowanie sterem wysokości popychaczowe, sterem kierunku - linkowe.
Podwozie jednotorowe, kompozytowe o strukturze przekładkowej, złożone z amortyzowanej płozy głównej i płozy ogonowej.